# Tareq Mubarak Taher
Tareq Mubarak Taher, född den 1 januari 1986 i Kenya som Denis Kipkurui Keter, är en friidrottare som tävlar för Bahrain i medeldistanslöpning och i hinderlöpning.
Taher vann ursprungligen guld vid VM för ungdomar 2005 och silver för VM för juniorer 2006 i hinderlöpning. Men blev av med medaljerna då det framkommit att han manipulerat åldern. Han hade anmälts som född 1989 vilket inte visade sig stämma.
Som senior deltog han vid VM 2007 på 3 000 meter hinder och slutade åtta. Han var i final även vid Olympiska sommarspelen 2008 där han slutade på elfte plats på tiden 8.21,59.

## Personliga rekord
- 3 000 meter hinder - 8.07,12